# Alliance populaire (Saint-Marin)
Pour les articles homonymes, voir Alliance populaire.
L’Alliance populaire (en italien, Alleanza Popolare) est un ancien parti politique de Saint-Marin fondé en 1993, de sensibilité libérale, démocrate et réformiste. Il est dissous en 2017 et fusionne avec l'Union pour la République au sein de République du futur.

## Nom
Créée sous le nom d’Alliance populaire des démocrates de Saint-Marin, elle est rebaptisée Alliance populaire des démocrates saint-marinais pour la République le 25 juin 1998, avant de prendre son nom définitif le 24 juillet 2006.

## Historique
Le parti est fondé le 10 janvier 1993 comme un parti anti-establishment, en s'inspirant de la Ligue du Nord, alors en pleine émergence en Italie. Elle devient cependant une force politique durable qui participe au gouvernement en coalition avec le Parti démocrate-chrétien puis avec le Parti des socialistes et des démocrates à partir de 2002. 
Lors des élections législatives du 4 juin 2006, elle totalise 12,1 % des voix et obtient 7 sièges au Grand Conseil général.
À l'issue des élections législatives du 11 novembre 2012, l'Alliance populaire se présente avec les démocrates-chrétiens et le Parti des socialistes et des démocrates au sein de la coalition Saint-Marin Bien Commun. Cette dernière dispose alors de 35 sièges au Parlement (dont 4 pour AP) et gouverne ainsi la République.
Le 27 juillet 2016, l'Alliance populaire retire sa participation au gouvernement, ce qui entraîne des élections anticipées au Grand Conseil général les 20 novembre et 4 décembre de la même année. AP s'y présente avec l'Union pour la République sur la liste commune République du futur qui obtient 11 sièges. Le 25 février 2017, cette coalition devient un parti politique du même nom par la fusion de ses deux composantes.
AP était affiliée au niveau européen au Parti démocrate européen (PDE).